# マン・ハント
『マン・ハント』は、1941年公開のアメリカ合衆国のスリラー映画。
監督フリッツ・ラング。主演ウォルター・ピジョン、ジョーン・ベネット。
この映画はジェフリー・ハウスホールドの1939年の小説『追われる男』に基づいている。時代設定は第二次世界大戦より少し前のヨーロッパとされている。

## キャスト
- アラン・ソーンダイク：ウォルター・ピジョン
- ジェリー：ジョーン・ベネット
- キーヴ＝スミス（シュミット）：ジョージ・サンダース
- ジョーンズ：ジョン・キャラダイン
- ヴァナー：ロディ・マクドウォール